# Fjodor Vlagyimirovics Jemeljanyenko
Fjodor Vlagyimirovics Jemeljanyenko (oroszul: Фёдор Владимирович Емельяненко; 1976. szeptember 28.) orosz MMA harcos.
Jelenleg a WAMMA nehézsúlyú világbajnoka és a mára megszűnt Pride nehézsúlyú bajnoka. Résztvevője és nyertese volt különböző tornáknak, eltérő sportágakban. Ilyen tornák voltak például a Pride 2004-es nagydíja, a szambó-világbajnokság, melyen négy alkalommal arany-, egy alkalommal bronzérmet, míg a nemzeti cselgáncs-bajnokságon is egy arany-, egy bronzérmet szerzett.
Jemeljanyenkót a legjobb nehézsúlyú harcosnak tartják szerte a világon, és immár nyolc éve minden évben az év legjobb bunyósának választják a nagyobb lapok, magazinok, mint például az ESPN, Sherdog, Full Contact Fighter, MMA Weakly és a Noukaut. Számos MMA-val foglalkozó lap a legjobb súlycsoportoktól független bajnoknak tartja a világon.
40 profi mérkőzéséből 35-öt megnyert.

## Életrajz
Fjodor Jemeljanyenko 1976-ban született Luhanszkban, Ukrajnában. 1978-ban, kétévesen a családja az oroszországi Sztarij Oszkol városba költözött (Belgorodi terület). Édesanyja Olga Fjodorovna tanár, édesapja Vlagyimir Alekszandrovics Jemeljanyenko hegesztő munkás volt. Fjodor a második gyerek volt a családban. Három testvére van, egy nővére, és két öccse, köztük a szintén MMA harcos Alekszandr Jemeljanyenko. Fjodor együtt edz legifjabb testvérével, Ivánnal, aki a szambó bajnokságon versenyzett, és 2010-ben kíván bemutatkozni az MMA-ban.
Jemeljanyenko a középiskolát 1991-ben fejezte be, és 1994-ben diplomázott egy kereskedelmi iskolában. 1995-től 1997-ig az Orosz Fegyveres Erőknél szolgált, mint katonai tűzoltó. 1999-ben vette feleségül Okszanát, és még ugyanebben az évben megszületett gyermekük, Mása. Házasságuk hét évig tartott, mikor is elváltak. 2007. december 29-én megszületett második lánya, Vaszilisza. Édesanyja Marina, aki hosszú ideje együtt volt Fjodorral, és 2009 októberében házasodtak össze. Szabadidejében nagyon szeret olvasni, zenét hallgatni.
Fjodort az a hatalmas megtiszteltetés érte, hogy egyike lehetett annak a 80 orosz sportolónak, nemzeti hősnek, akik vihették az olimpiai lángot Szentpéterváron 2008-ban.

### Harcművészeti háttere és edzés módszere
Jemeljanyenko lelkesedése a küzdelmek iránt már fiatalkorában kezdődött. Először szambó és cselgáncs edzésekre járt. Eleinte Vaszilij Ivanovics Gavrilov szárnyai alatt tanult verekedni, majd később csatlakozott hozzá a jelenlegi birkózóedzője, Vlagyimir Mihajlovics Voronov. Fjodornak tízéves korábban eléggé gyenge fizikuma volt és nem volt semmi különösebb tehetsége a birkózáshoz – mondták az edzői. Legfőbb ereje, hogy bármilyen helyzetben higgadt tud maradni és nagyon erős akarata van. Miközben Jemeljanyenko hivatalos életrajzában azt írják, hogy katonai szolgálata alatt tanulta a szambót, 2005-ben azt nyilatkozta, hogy ez nem igaz, és katonai évei alatt kizárólag futó és erőnléti edzéseken vett részt, saját készítésű konditermében. 1997-ben Fjodor megkapta a "Master of Sports"-"A sportok mestere" hivatalos elismerést cselgáncsból és szambóból, és beválogatták az orosz nemzeti válogatottba is. Miután bronzérmet nyert 1998-ban az orosz cselgáncs bajnokságon, elkezdett állóharcot tanulni Alekszandr Vasziljevics Micskovtól. Ezután 2000-ben 25 évesen pénzügyi okokra hivatkozva Jemeljanyenko elkezdett combat szambóban és MMA-ban is versenyezni.
Fjodor naponta kétszer vagy háromszor vesz részt edzéseken, hogy megtartsa állóképességét és fejlessze tudását. Olyan alapvető edzésmódszereket használ, mint a futás, kötélmászás, súlyemelés. Jemeljanyenko nagyon komolyan vette a súlyzós edzéseket, de 1997-ben majdnem teljesen lecserélte tudományos edzésmódszerekre, birkózásra, boxra, kickboxra. A napi erőnléti edzése főként fekvenyomást, döntött törzsű súlyemelést tartalmaz. Mindemellett napi kétszer fut 12 és 15 kilométer között váltakozó távokat, és hogy még jobban fejlődjön, évente egyszer vagy kétszer csapatával elutaznak Kiszlovodszkba, hogy a hegyekben fussanak, szokva a magashegyi, alacsony légnyomást. Fjodor csapata a következő emberekből áll: Voronov a birkózóedzője, Micskov a boxedző, Ruslan Nagnibeda a Muay Thai edzője, pszichológusa Oleg Neustrev, van orvosa, masszőrje és számos edzőpartnere, köztük Roman Zentsov és 2006 júliusáig Alexander Jemeljanyenko.
2005-ben Fjodor új irányba terelte fejlődését, és első számú helyen volt a rúgásának a fejlesztése. Ehhez Ernesto Hoost adott segítséget Hollandiában.
Jemeljanyenko 2007-ben megvédte világbajnoki címét a Combat Szambo Bajnokságon, ahol 780 résztvevő volt, 45 országból. A negyeddöntőben az ellenfele nem jelent meg, így élből az elődöntőben találta magát, ahol 40 másodperc alatt lefojtotta bolgár ellenfelét. A másik döntős visszamondta a küzdelmet, így Fjodor automatikusan bajnok lett. 2008 november 16-án Jemeljanyenko 8 év után elszenvedte első szambó vereségét Szentpéterváron, a Combat Szambo világbajnokságon a 100 kiló fölötti kategóriában. Az elődöntőben a 23 éves bolgár Blagoi Ivanov verte meg, 8-5 arányú pontozással, így végül Fjodor a bronzérmet szerezte meg.
2009. február 29-én Jemeljanyenko aranyérmet nyert az Orosz Nemzeti Combat Szambo Bajnokságon. A negyeddöntőben 14, az elődöntőben 26, míg a döntőben 20 másodperc alatt győzedelmeskedett. Nemrég megjelent egy könyv, Fedor: The Fighting System of the Wolrd's Undisputed King of MMA (A világ vitathatatlan MMA királyának a harcstílusa) címmel. Ebben a könyvben az ő harcstílusáról olvashatunk.